# أميمة بنت أبي خيثمة
أميمة بنت أبي خيثمة زوج أبي سندر بن الحصين بن نجاد، وكانت قبله عند هلال بن الحارث بن ربيعة. صحابية أسلمت، وبايعت الرسول محمد.